# Повстання зомбі
«Повстання зомбі» (англ. Rise of the Zombies) — американський фільм жаху про зомбі студії The Asylum режисера Ніка Ліона. Сценаристи — Кіт Аллан і Делондра Вільямс, фільм спочатку мав назву Мерці йдуть, але 
зрештою її змінили на Повстання зомбі. Зірковий склад включає Маріель Гемінґвей, Чад Ліндберг, Левар Бертон і Гізер Гемменс, прем'єра відбулася на телеканалі Syfy 27 жовтня 2012 р. 

## Сюжет
Група виживанців сховалася на острові Алькатрас, тіваючи від орд повсталих зомбі. Коли їх притулок знайдений, вони дізнаються, що існує вчений, який, можливо, знайшов ліки. Група залишає острів, щоб розшукати його.

## Ролі
- Маріель Гемінґвей — доктор Лінн Снайдер
- Чад Ліндберг — Кайл
- Левар Бертон — доктор Ден Галперн
- Гізер Гемменс — Ешлі
- Гектор Луїс Бустаманте — Рамон
- Ітан Саплі — Маршалл
- Денні Трехо — Каспійська
- Френч Стюарт — доктор Арнольд

## Виробництво
У липні 2012 р. оголошено, що фільм буде завершений і показаний у жовтні в рамках програмного блоку «31 день Хеллоуїна» телеканалу Syfy.

## Реакція

### Критика
На сайті IMD рейтинг фільму становить 3.6/10.

### Рейтинги
Прем'єру 27 жовтня 2012 р. переглянули 1,28 млн глядачів.